# 片岡孝夫の好青年探偵シリーズ
片岡孝夫の好青年探偵シリーズ（かたおかたかおのこうせいねんたんていしりーず）は、テレビ朝日系列で放映されていた「土曜ワイド劇場」のドラマシリーズの一つ。制作は朝日放送と大映テレビ。

## 概要・特色
主人公は片岡孝夫（現・十五世仁左衛門）で、主人公は、第1弾～第2弾は「私立探偵」、第3弾～第4弾は「画家」、第5弾は「ニュースキャスター」、第6弾～第7弾は「検事」 に扮し（役名も各々異なる）、残虐な連続殺人事件を解決していく名探偵サスペンス。
このドラマの犠牲者は惨い殺され方をしている。

## キャスト
第1作『昭和7年の姦通殺人鬼 血に染まった函館』（1980年）
- 藤枝真太郎（私立探偵） - 片岡孝夫
- 小川雅夫（藤枝の助手） - 岡本信人
- 秋川ひろ子（秋川家の長女） - 酒井和歌子
- 秋川駿三（秋川産業社長） - 根上淳
- 秋川徳子（秋川の妻） - 文野朋子
- 仲谷昇、中島ゆたか、八木昌子、里見和香、永井秀和、風祭ゆき、安田裕治

第2作『昭和7年の血縁殺人鬼 呪われた流氷』（1981年）
- 藤枝真太郎（私立探偵） - 片岡孝夫
- 小川雅夫（藤枝の助手） - 岡本信人
- 若宮玲子（貞代の娘） - 西崎みどり
- 若宮貞代（若宮海運社長） - 松尾嘉代
- 片平なぎさ、佐藤佑介、近藤宏、星清子、北村晃一、黒田福美、片岡静香、夏木章、神田時枝、波多江清、三上哲、飛田喜佐夫、吉佐見聖子、安田幸代、渡辺陽子、波河光生、今崎久子、岡田牧子、川端薫、佐藤恵利、河原崎長一郎、内藤武敏

第3作『十和田湖に消えた女 連続レイプ殺人事件 死体の胸に真紅の花』（1982年）
- 波多野丈二（画家） - 片岡孝夫
- 川本多美子（本名は向井富美子） - 佳那晃子
- 君原新太郎（旅行会社社員） - にしきのあきら
- 筑波朗（聖マリアナ女子学院講師） - 清水綋治
- 竹田（刑事） - 鶴田耕裕
- クラブのママ - 沢井孝子
- クラサワトモカズ - 片岡松之助
- ニコ（クラブのホステス） - 片岡幸子
- 向井八重子（多美子の姉） - 夏樹レナ
- 波多野初江（丈二の妹） - 国井裕未
- クラブのホステス - 藤江リカ
- 看護婦 - 下村節子
- 多美子のアパートの隣人 - 行友勝江
- 湯川（アナウンサー） - 酒井郷博
- 大滝（刑事課長） - 小林昭二
- 山城（警部補） - 藤岡琢也
- 佐藤美恵子、山本博美、小島敦子、加山里沙、伊藤妙、清水香雅、中沢美希、田岡美花子、岡美由紀、中台喜代美

第4作『七年待った妻 裸女モデル殺人事件 私は夫に殺される!』（1984年）
- 波多野丈二（画家） - 片岡孝夫
- 長尾（画家） - 原田大二郎
- 芙美（長尾の絵のモデル） - 青野ひろ子
- 山城（警部補） - 藤岡琢也
- 篠ひろ子、織本順吉、今井和子、藤江リカ、荒木道子

第5作『狙われた婚約者 白衣を襲う暴行魔 無影灯だけが知っている』（1985年）
- 上条昌彦（ニュースキャスター） - 片岡孝夫
- 小野里マキ（看護婦） - 相本久美子
- 小野里公三（マキの父） - 仲谷昇
- 小野里洋子（マキの母） - 谷口香
- 小野里春樹（マキの弟） - 長谷川裕二
- 陣内明人（陣内総合病院医師） - 江藤潤
- 陣内圭太郎（明人の父） - 富田浩太郎
- 悦子（ホステス） - 高倉美貴
- 村井国夫、寺田農

第6作『針の誘い 幼児が消えた、金か恨みか? 人妻に仕掛けられた黒い罠』（1986年）
- 千草泰輔（検事） - 片岡孝夫
- 亜矢子（OL） - MIE
- 路原（文具メーカー社長） - 山城新伍
- 路原里子（路原の妻） - 日向明子
- 長門勇、青島美幸、長谷川初範、伊東雅子

第7作『青いカラス連続殺人 女の肌を焼く恨みの炎!』（1986年）
- 千草泰輔（検事） - 片岡孝夫
- 吉野奈穂子（真木の友人） - 林寛子
- 真木英介（千草の友人・文芸評論家） - 船戸順
- 中西（大学の同期） - 清水章吾
- 森田いね（香世の母） - 宮内順子
- 月村早苗（香世の妹） - 伊藤幸子
- 渡辺トメノ（月村の母の友人） - 新村礼子
- タエ子（ホステス） - 香川三千
- 近文研究会の同窓生 - 小川隆市、後藤加代、安江ひろみ
- 柴田守彦（若葉幼稚園園長） - 丸山詠二
- 小諸署刑事長 - 山口嘉三
- 検察事務官 - 北村晃一
- 伊達（検事正） - 加地健太郎
- 大川雄策（小諸署警部） - 藤岡琢也
- 真木優子（真木の妹） - 菊地陽子
- 田村文子（アリバイ証言者） - 吉田恵美子
- 小諸署刑事 - 片岡松三郎
- 電話会社社員 - 長江洋平
- 水戸大悟（雑誌記者） - 志賀圭二郎
- 野本（小諸署刑事） - 本田博太郎
- 森田香世 - 浅茅陽子
- 有働智章、伊東雅子、逢坂秀実、福家美峰、金沢和、徳石光浩、佐久田欣也

## スタッフ
- 原作 - 浜尾四郎、笹沢左保、土屋隆夫
- 脚本 - 山浦弘靖、長野洋、井上芳夫、國弘威雄
- 音楽 - 小川よしあき（第1作- 第3作）、菅野光亮（第5作）
- 監督 - 國原俊明、井上芳夫
- プロデューサー - 八田榮一（朝日放送）、岡本悦治（朝日放送）、野木小四郎（大映テレビ）、中間正成（大映テレビ）
- 制作 - 朝日放送、大映テレビ

## 放送日程
| 話数 | 放送日         | サブタイトル                                                | 原作                      | 脚本              | 監督     | 視聴率 |
| ---- | -------------- | ----------------------------------------------------------- | ------------------------- | ----------------- | -------- | ------ |
| 1    | 1980年12月20日 | 昭和7年の姦通殺人鬼 血に染まった函館                        | 浜尾四郎 「殺人鬼」       | 山浦弘靖          | 國原俊明 | 20.4%  |
| 2    | 1981年10月24日 | 昭和7年の血縁殺人鬼 呪われた流氷                            | 浜尾四郎 「鉄鎖殺人事件」 | 山浦弘靖          | 國原俊明 | 18.7%  |
| 3    | 1982年11月20日 | 十和田湖に消えた女 連続レイプ殺人事件 死体の胸に真紅の花    | 笹沢左保 「異常者」       | 長野洋            | 井上芳夫 | 18.7%  |
| 4    | 1984年5月19日  | 七年待った妻 裸女モデル殺人事件 私は夫に殺される!           | -                         | 山浦弘靖 井上芳夫 | 井上芳夫 | 14.7%  |
| 5    | 1985年1月19日  | 狙われた婚約者 白衣を襲う暴行魔 無影灯だけが知っている      | 笹沢左保 「暴行」         | 國弘威雄          | 國原俊明 | 22.6%  |
| 6    | 1986年1月18日  | 針の誘い 幼児が消えた、金か恨みか? 人妻に仕掛けられた黒い罠 | 土屋隆夫 「針の誘い」     | 國弘威雄          | 國原俊明 | 18.3%  |
| 7    | 1986年7月19日  | 青いカラス連続殺人 女の肌を焼く恨みの炎!                    | 土屋隆夫 「盲目の鴉」     | 國弘威雄 井上芳夫 | 井上芳夫 | 21.1%  |